# پردیس سینمایی هروی
پردیس سینمایی هروی یک پردیس سینمایی در تهران، ایران است.
این پردیس که در طبقه سوم مجتمع هروی سنتر قرار دارد در ۲۳ خرداد ۱۳۹۷ با سه سالن تأسیس شده‌است.